# Brennberg
Brennberg település Németországban, azon belül Bajorországban. Lakosainak száma 2122 fő (2023. december 31.).

## Népesség
A település népessége az elmúlt években az alábbi módon változott:
| Lakosok száma | 1616 | 920  | 1913 | 1900 | 1920 | 1956 | 1974 | 1989 | 2112 | 2122 |
|               | 1970 | 1975 | 2011 | 2012 | 2014 | 2015 | 2017 | 2019 | 2022 | 2023 |